# Верхній Цасучей
Верхній Цасуче́й (рос. Верхний Цасучей) — село у складі Ононського району Забайкальського краю, Росія. Адміністративний центр та єдиний населений пункт Верхньоцасучейського сільського поселення.

## Населення
Населення — 945 осіб (2010; 1007 у 2002).
Національний склад (станом на 2002 рік):
- росіяни — 71 %
- буряти — 26 %